# Temascaltepec
Temascaltepec è un comune del Messico, situato nello stato di Messico.